# Lucas Beltrán
Lucas Beltrán (Córdoba, 29 maart 2001) is een Argentijns voetballer die doorgaans als aanvaller speelt. Hij verruilde River Plate in augustus 2023 voor Fiorentina.

## Clubcarrière
Beltrán speelde in de jeugd van Instituto tot hij die in 2018 verruilde voor die van River Plate. Hij debuteerde op 3 december 2019 in het eerste elftal, tijdens een wedstrijd in de Primera División tegen Gimnasia La Plata. Coach Marcelo Gallardo liet hem dat jaar vier keer spelen. Beltrán kwam daarna maar sporadisch aan bod. River Plate verhuurde hem daarom in juli 2021 voor een jaar aan Colón. Hiervoor kwam hij in die periode 31 keer uit in de competitie en 6 keer in de Copa Libertadores. Na zijn terugkeer brak hij door bij River Plate, waar hij voor zijn positie ging concurreren met onder anderen Matías Suárez, Miguel Borja en Julián Álvarez. Beltrán maakte in seizoen 2023 twaalf doelpunten en werd zo als clubtopscorer voor het eerst in zijn carrière landskampioen. Daarnaast scoorde hij vier keer in acht wedstrijden in de Copa Libertadores. Beltrán verruilde River Plate in augustus 2023 voor Fiorentina, de nummer acht van de Serie A en verliezend finalist in de Conference League in het voorgaande seizoen.

## Erelijst
| Kampioen Primera División | 1x | 2023 |

1 Terracciano ·
2 Dodô ·
3 Biraghi  ·
4 Bove ·
5 Pongračić ·
6 Ranieri ·
7 Sottil ·
8 Mandragora ·
9 Beltrán ·
10 Guðmundsson ·
11 Ikoné ·
15 Comuzzo ·
17 Zaniolo ·
20 Kean ·
21 Gosens ·
22 Moreno ·
23 Colpani ·
24 Richardson ·
28 Martínez Quarta ·
29 Adli ·
30 Martinelli ·
32 Cataldi ·
33 Kayode ·
43 De Gea ·
53 Christensen ·
65 Parisi ·
99 Kouamé ·
Coach: Palladino
· Assistent-coach: Peluso